# Atanycolus trichiura
Atanycolus trichiura är en stekelart som först beskrevs av Cameron 1902.  Atanycolus trichiura ingår i släktet Atanycolus och familjen bracksteklar. Inga underarter finns listade.